# Parque Vaca Brava
O Parque Sulivan Silvestre, mais conhecido como Parque Vaca Brava, está localizado na cidade de Goiânia, Goiás. Ocupa uma área de 79 800 metros quadrados e contém um extenso lago e um pequeno bosque com espécie nativa de fauna e flora. Conta com uma pista de caminhada que o rodeia, com 1100 metros, por onde caminham centenas de pessoas diariamente.
Existem à sua volta lojas, bares, restaurantes, colégios, clínicas, um hospital e edifícios residenciais, além do Goiânia Shopping. É frequentado por pessoas de todas as idades interessadas em desfrutar da sua extensa área verde.
É famoso pelo seu chafariz, considerado uma das atrações do parque. Sua localização no centro da cidade é ambiente de encontros e shows ao vivo. 
Outra grande atração é o lago existente com espelho d'água de 14 000 m2

## História
O Parque Vaca Brava surgiu a partir do processo de canalização e urbanização do córrego Vaca Brava. Em 1985, o Instituto de Planejamento Municipal (Iplam) estabeleceu diretrizes para essa canalização com o argumento de que isso traria avanços para a população ribeirinha. Até a década de 1990, a área que hoje pertence ao parque estava repleta de lixo, inclusive durante a construção do Goiânia Shopping.
A determinação da criação do parque se deu em 1951, com a aprovação do loteamento que se tornaria o bairro Bueno, mas sua construção foi finalizada em 1996, durante o governo do então prefeito de Goiânia, Darci Accorsi, que revitalizou a região, até então considerada "esquecida" pelos órgãos públicos. Em 1994, o termo de referência foi elaborado pela arquiteta Maria Amélia P. De Amorim. A inauguração, com um ato simbólico de revegetação da floresta, ocorreu no dia 4 de novembro de 1994.
Com o passar dos anos, a região na qual o parque se insere passou a ter um processo de verticalização significativo, o que causou um aumento da especulação imobiliária.